# Varda (Grecia)
Varda  este un oraș în Grecia în prefectura Elida.